# Циммерман, Август
Август Циммерман (нем. August Zimmermann; 28 марта 1810, Цинндорф, ныне в составе Рефельде — 1891, Штеглиц, ныне в составе Берлина) — немецкий скрипач.

## Биография
В шестилетнем возрасте остался без отца и без дома, уничтоженного пожаром; был усыновлён городским священником, который и начал обучать его игре на скрипке. С 13-летнего возраста учился в Берлине, в том числе у Карла Мёзера. В 1828 году был принят скрипачом в Берлинскую придворную капеллу. Одновременно играл вторую скрипку в струнном квартете своего учителя Мёзера. В 1834 году основал собственный струнный квартет, с которым концертировал до 1860 года. В 1830—1840-е гг. также много выступал как солист, гастролировал в различных немецких городах, а также в Париже, Брюсселе и Гааге; в Кёльне в 1836 году дал концерт в пользу установки лучшего надгробия на могиле Бетховена. Среди учеников Циммермана Фабиан Рефельд; также обучал квартетной игре принца Леопольда, сына князя Гюнтера Шварцбург-Зондерсхаузенского. С 1874 года жил на покое в Штеглице.